# Шнайдер, Мария
Мари́я Шна́йдер (фр. Maria Schneider; 27 марта 1952, Париж, Франция — 3 февраля 2011, там же) — французская актриса, дочь французского актёра Даниэля Желена и французской фотомодели немецко-румынского происхождения Мари-Кристин Шнайдер (фр. Marie-Christine Schneider). Наиболее известна по фильмам «Профессия: репортёр» с Джеком Николсоном и «Последнее танго в Париже» с Марлоном Брандо.

## Биография
Воспитывалась матерью до пятнадцати лет, после чего переехала в Париж и в 1969 году получила свою первую роль в кино. Получила международную известность, снявшись в фильме 1972 года «Последнее танго в Париже» Бернардо Бертолуччи в актёрском дуэте с Марлоном Брандо.
Эта роль помимо известности принесла и проблемы, поскольку Марии Шнайдер стали предлагать роли аналогичного плана. Вокруг неё стали разгораться скандалы. Подвергалось сомнению, что Желен является её отцом. Злоупотребление алкоголем и наркотиками привели Шнайдер в соответствующие лечебные учреждения. В 1976 году она была отстранена от съёмок в фильме Бертолуччи «Двадцатый век», который мог бы стать следующей вехой в её карьере. В 1977 году она была повторно отстранена от съёмок в фильме Луиса Бунюэля «Этот смутный объект желания». Главная женская роль Кончиты была отдана Марии Шнайдер, но она во время съёмок употребляла наркотики и в итоге была уволена[1]. Бунюэль заменил Шнайдер двумя актрисами: Кароль Буке и Анхелой Молиной.
Впоследствии играла у Микеланджело Антониони, Жака Риветта, Франко Дзефирелли, Энки Билала, Марко Беллоккьо, Бертрана Блие, снялась в культовом фильме Сирила Коллара «Дикие ночи» (1992). Работала на телевидении.
Скончалась после продолжительной борьбы с раком.

## Избранная фильмография
- 1972 — Старая дева / La Vieille Fille
- 1972 — Hellé
- 1972 — Последнее танго в Париже / Ultimo tango a Parigi — Жанна
- 1973 — Хоровод / Reigen
- 1975 — Профессия: репортёр / Professione: Reporter — девушка
- 1975 — Приходящая няня /La baby sitter
- 1977 — Виоланта / Violanta
- 1977 — Подобно Еве / Een vrouw als Eva
- 1979 — Уловка / La Dérobade
- 1980 — Белый рейс / Weiße Reise
- 1980 — Ненависть / Haine
- 1980 — Мама Дракула / Mamma Dracula
- 1981 — Сезон мира в Париже / Sezona mira u Parizu
- 1981 — Карусель / Merry-Go-Round
- 1983 — В поисках Иисуса / Cercasi Gesù
- 1989 — Бункер «Палас-отель»[фр.] / Bunker Palace Hôtel
- 1991 — Осуждение / La condanna — крестьянка
- 1992 — Au pays des Juliets
- 1992 — Дикие ночи / Les Nuits fauves
- 1996 — Джейн Эйр / Jane Eyre — Берта
- 1998 — Something to believe in
- 2000 — Актёры / Les acteurs
- 2002 — Раскаяние[фр.] / La Repentie
- 2007 — Ключ / La Clef